# Relación de las cosas de Yucatán
La Relación de las cosas de Yucatán (in italiano Relazione sulle cose dello Yucatan) è un libro manoscritto dell'arcivescovo spagnolo Diego de Landa, intorno al 1566.
Il testo è stato redatto come testimonianza della cultura dei maya dello Yucatán al momento della loro conquista, con l'obiettivo di aiutare i nuovi evangelizzatori nel compiere il loro compito in modo più efficiente. Questo libro è importante per comprendere come vivevano i maya al momento dell'incontro con gli spagnoli, quali erano le loro credenze e istituzioni, le quali furono abolite o trasformate dopo l'incontro con gli spagnoli. Inoltre, poiché contiene una sezione con un cosiddetto alfabeto maya, è servito come base per le indagini volte a decifrare i glifi maya.

## Contenuto
La Relación de las cosas de Yucatán condivide con altri manoscritti dei missionari delle Indie il suo interesse nelle civiltà americane. Dello stesso tenore sono la Historia general de las cosas de la Nueva España, scritta in spagnolo dal francescano Bernardino de Sahagún, o la Brevísima relación de la destrucción de las Indias e l'Apologética historia del domenicano Bartolomé de las Casas. La Relación de Landa fu scritta in un periodo successivo a quello in cui distrusse i codici maya, portando con sé una buona parte della memoria collettiva del popolo maya. Quando arrivò in Yucatán, Landa pensava che quei registri fossero opera del diavolo. Molto si discute sul pentimento del vescovo, un pentimento che lo avrebbe spinto a cercare di recuperare qualcosa di quanto aveva distrutto.
A differenza della Historia scritta da Sahagún, la Relación de Landa fu scritta quasi senza il supporto degli informatori indigeni. Mentre Sahagún fu molto attento nel separare le relazioni degli indigeni dalle proprie opinioni sulla cultura nahuatl, Landa le mescola. La Relación è composta da cinquantadue capitoli nei quali il vescovo di Yucatán tratta argomenti molto vari, dalla descrizione geografica della penisola fino a una spiegazione del motivo per cui gli indios praticavano sacrifici umani.
Una copia del manoscritto fu "scoperta" nella biblioteca della Real Academia de Historia di Madrid dal francese Charles Étienne Brasseur de Bourbourg nel 1862 e fu pubblicata a Londra e Parigi nel 1864, con note e traduzione in francese dell'abate Brasseur de Bourbourg, che era stato amministratore ecclesiastico degli indigeni di Rabinal in Guatemala. Da allora è stata oggetto di numerosi studi da parte di un gran numero di mayisti, risultando essenziale per il successivo deciframento.
In aggiunta e successivamente alla prima pubblicazione sopra citata di Brasseur de Bourbourg, ci sono state altre edizioni degne di nota, tra cui quella inclusa nell'appendice dell'edizione francese del libro di León Rosny, "Essai sur le dechifrement de l'ecriture hiératique maya", pubblicata a Madrid nel 1884, da Juan de Dios de la Rada y Delgado con il titolo "Ensayo sobre la interpretación de la escritura hierática de la América Central". Quella che compare come appendice del volume XIII della "Colección de documentos inéditos relativos al descubrimiento, conquista y organización de las antiguas posesiones españolas de ultramar", pubblicata dall'Accademia di Storia di Spagna a Madrid nel 1900. Quella di Jean Genet, storico ed editore francese, intitolata "Diego de Landa/ Relation de choses de Yucatan/ Texte espagnol et traduction francaise en regard/", in due volumi pubblicati a Parigi nel 1928 e 1929. Quella di William Gates, chiamata "Yucatan before and after the conquest by Friar Diego de Landa", editata dalla Maya Society a Baltimora, negli Stati Uniti d'America, nel 1937. Quella di Héctor Pérez Martínez, chiamata come l'originale, "Relación de las Cosas de Yucatán", con un'appendice in cui vengono pubblicati per la prima volta vari documenti e lettere di Diego de Landa, con prefazione e note esplicative sia su questioni circostanziali che linguistiche, pubblicata a Città del Messico nel 1938 dalla casa editrice Pedro Robredo.

## Edizioni
- Diego de Landa, Relazione sulle cose dello Yucatan, a cura di Maurizio Maccaferri e Eduardo Dessì, 2021, ISBN 979-8527808803.